# Airconditioning (Curved Air)
Airconditioning is het debuutalbum van Curved Air. Curved Air is ontstaan uit de band Sisyphus met Monkman en Way daarin. Zij trokken een drummer aan Pilkinton-Miksa en daarbij sloot Kristina zich aan. Zij had eerder gezongen in "The Piccadilly Love" en stond daarna te zingen in Hair. De band repeteerde in de woning van Martin en verzorgde optredens in het Verenigd Koninkrijk. Het begon daarbij met kleine optredens met andere bands, waarbij Curved Air steeds meer als hoofdact ging fungeren. Langzaamaan begon Curved Air een studioalbum op te nemen in de Island Studios in Londen. Vervolgens ging de band Europa in. In november 1970 werd vervolgens het eerste album uitgegeven. Airconditioning was daarbij een van de eerste picturediscs ooit, in een oplage van 10.000 stuks. Dat had zijn weerslag op de geluidskwaliteit, die was bar en boos. Een normale uitgave was daarom nodig, waarbij de imprint van de piucturedisc over werd gezet naar de platenhoes. Het afspelen van de picturedisc op de platenspeler zorgde voor een stroboscopisch effect.
De totstandkoming van de muziek en teksten op het album was later niet meer de reconstrueren. Monkman en Kristina bijvoorbeeld hielden beiden vol grote delen van de tekst van It happened today te hebben geschreven. Duidelijk is dat Antonio Vivaldi aansprakelijk is voor een groot deel van de muziek van Vivaldi, een hommage van Way aan de componist van de De vier jaargetijden. Sky, waar Monkman later in speelde, speelde delen van Vivaldi tijdens hun concerten.  Monkman had voordat hij in deze band kwam meegespeeld bij de uitvoeringen van Terry Rileys In C en dat had soms gevolgen voor de muziek van Curved Air. Stretch begint met een motief, dat zo weggerukt lijkt te zijn uit een stuk minimal music. Hyde and seek gaat over een postapocalyptische wereld. Blind man is geïnspireerd op Hurdy gurdy man van Donovan.

## Musici
- Sonja Kristina – zang
- Daryl Way – elektrische viool en zang
- Francis Monkman – toetsinstrumenten, waaronder mellotron en VCS3, elektrische gitaar
- Robert  Martin – basgitaar
- Florian Pilkington-Miksa – slagwerk

## Muziek
| Nr. | Titel                                     | Duur |
| --- | ----------------------------------------- | ---- |
| 1.  | It happened today (Monkman, Kristina (?)) | 4:54 |
| 2.  | Stretch (Way, Monkman)                    | 4:05 |
| 3.  | Screw (Way)                               | 3:59 |
| 4.  | Blind man (Way, Martin)                   | 3:31 |
| 5.  | Vivaldi (Way)                             | 7:29 |

| Nr. | Titel                                 | Duur |
| --- | ------------------------------------- | ---- |
| 1.  | Hyde and seek (Way, Kristina)         | 6:16 |
| 2.  | Proposition (Monkman)                 | 3:06 |
| 3.  | Rob one (Martin)                      | 3:22 |
| 4.  | Situations (Way, Martin)              | 6:17 |
| 5.  | Vivaldi (with cannons) (Way, Monkman) | 1:36 |

It happened today verscheen als single met B-kant What happens when you blow yourself up ' (Monkman, Kristina). Het haalde de hitparade niet.

### Britse Album Top 50
Het album was bijzonder populair in het Verenigd Koninkrijk
| Hitnotering: 5/12/1970 t/m 30/4/1971 | Hitnotering: 5/12/1970 t/m 30/4/1971 | Hitnotering: 5/12/1970 t/m 30/4/1971 | Hitnotering: 5/12/1970 t/m 30/4/1971 | Hitnotering: 5/12/1970 t/m 30/4/1971 | Hitnotering: 5/12/1970 t/m 30/4/1971 | Hitnotering: 5/12/1970 t/m 30/4/1971 | Hitnotering: 5/12/1970 t/m 30/4/1971 | Hitnotering: 5/12/1970 t/m 30/4/1971 | Hitnotering: 5/12/1970 t/m 30/4/1971 | Hitnotering: 5/12/1970 t/m 30/4/1971 | Hitnotering: 5/12/1970 t/m 30/4/1971 | Hitnotering: 5/12/1970 t/m 30/4/1971 | Hitnotering: 5/12/1970 t/m 30/4/1971 | Hitnotering: 5/12/1970 t/m 30/4/1971 | Hitnotering: 5/12/1970 t/m 30/4/1971 | Hitnotering: 5/12/1970 t/m 30/4/1971 | Hitnotering: 5/12/1970 t/m 30/4/1971 | Hitnotering: 5/12/1970 t/m 30/4/1971 | Hitnotering: 5/12/1970 t/m 30/4/1971 | Hitnotering: 5/12/1970 t/m 30/4/1971 |
| Week:                                | 1                                    | 2                                    | 3                                    | 4                                    | 5                                    | 6                                    | 7                                    | 8                                    | 9                                    | 10                                   | 11                                   | 12                                   | 13                                   | 14                                   | 15                                   | 16                                   | 17                                   | 18                                   | 19                                   |                                      |
| ------------------------------------ | ------------------------------------ | ------------------------------------ | ------------------------------------ | ------------------------------------ | ------------------------------------ | ------------------------------------ | ------------------------------------ | ------------------------------------ | ------------------------------------ | ------------------------------------ | ------------------------------------ | ------------------------------------ | ------------------------------------ | ------------------------------------ | ------------------------------------ | ------------------------------------ | ------------------------------------ | ------------------------------------ | ------------------------------------ | ------------------------------------ |
| Positie:                             | 15                                   | 43                                   | 15                                   | 23                                   | 23                                   | 19                                   | 17                                   | 36                                   | 8                                    | 15                                   | 9                                    | 19                                   | 11                                   | 12                                   | 26                                   | 24                                   | 17                                   | 44                                   | 22                                   | uit                                  |